# František Jungwirth
František Jungwirth (27. července 1920 Ruská – 17. ledna 1997 Praha) byl český překladatel a redaktor, spolupracoval také s rozhlasem a televizí. Překládal zejména z angličtiny, dále z polštiny a němčiny. Byl velkým znalcem detektivního žánru, jemuž se věnoval prakticky celý život.

## Život
František Jungwirth se narodil 27. července 1920 v Ruské na Slovensku. Od roku 1946 studoval na Vysoké škole politické a sociální v Praze. V roce 1949 byl ze školy donucen odejít. V letech 1950–1955 pracoval v ČKD Praha, 1956–1961 byl zaměstnán v podniku zahraničního obchodu Motokov a poté přešel do svobodného povolání.
Od roku 1963 se věnoval redakční práci: v letech 1963–1967 pracoval v hudebním  vydavatelství Panton, 1967–1977 byl redaktorem nakladatelství Orbis a 1977–1980 vedoucím redaktorem nakladatelství Panorama v Praze.

## Tvorba
Těžištěm jeho překladatelské práce byly převody anglické a americké beletrie (William Faulkner, Mario Puzo). Postupně se začal systematicky věnovat detektivnímu žánru, kde překládal jak romány, tak povídky (Rex Stout, Erle Stanley Gardner, Raymond Chandler) a sci-fi (Howard Phillips Lovecraft). Z polštiny překládal především dílo Stanislawa Lema a několik knih přeložil i z němčiny.
Od vzniku revue Světová literatura v roce 1956 zde otiskoval své překlady i odborné články. Věnoval se také časopiseckým útvarům, překládal například z Ellery Queen’s Mystery Magazine či Alfred Hitchcock’s Mystery Magazine. Tyto pak zveřejňoval v například v časopise My, nebo ve víkendových přílohách deníků Mladá fronta nebo Práce. Své časopisecké překlady zveřejňoval pod vlastním jménem, pod pseudonymem J. F. Pícha-Stockinger nebo pod značkou -th.

## Dílo

### Překlady
- Allen Andrews Blázniví motoristé (1969)
- Nelson Algren Neónová divočina (výbor z povídek, společně s Janem Zábranou 1969)
- Frank Arnau Člověk mimo zákon : od nejstarších dob až po naše časy (1969)
- Hugh Atkinson Duha Dvouprstého Billyho (1987)
- Earl Derr Biggers Čínský papoušek (1987); Případu se ujímá Charlie Chan (1990); Vražda v Honolulu (1986)
- John Dickson Carr Tři rakve (1979)
- Jacques-Yves Cousteau Dech moře (1964)
- Paul de Kruif Bojovníci se smrtí (1960)
- Basil Davidson Objevení staré Afriky (1962) Africká minulost : Kroniky od dávnověku po moderní dobu (společně s Gustavem Bernauem a Ivanem Hrbkem 1972)
- Arthur Conan Doyle Návrat Sherlocka Holmese (1973)
- Elisabeth Ferrarsová Kdo je můj muž? (1975)
- Jack Fishman A zdi se hroutily (1988)
- Helmut Gaensel Štěchovický poklad. Díl 1, Pražská spojka (společně s Miroslavem Brožem 1992)
- Erle Stanley Gardner Případ nedbalé nymfy (1968); Tajemství nevlastní dcery (1974); Případ pozlaceného zlata (1983); Případ křičící ženy (1986); Do ložnic je vidět (1993); Případ zaměněné tváře (1996);
- Michael Gilbert Totožnost neznámá (1976)
- Joe Gores Hammett (1990)
- Dashiell Hammett Rudá žeň (1965)
- Arthur Hailey Účinný lék (spolu s Evou Kuberovou 1984)
- John Howlett Nejpravděpodobnější nehoda (1985)
- Raymond Chandler Případ naruby (1966); Hluboký spánek (1967); Playback (1990); Nevadský plyn (1994); Poslední případ Phila Marlowa (spolu s Jaroslavem Boučkem a Vlastou Dvořáčkovou 1995); Vyděrači nestřílejí (spolu s Jaroslavem Boučkem a Vlastou Dvořáčkovou 1995)
- William Earl Johns Biggles ve službách Scotland Yardu (1993)
- Arthur Koestler Tma o polednách (spolu s Evou Kondrysovou 1992)
- Howard Phillips Lovecraft povídky zařazené v knihách: Barva z kosmu a jiné horrory (1991); K branám Stříbrného klíče (1992); Šepot ve tmě a jiné hrůzostrašné příběhy (1992); Uvězněn s faraóny a jiné horrory (1992)
- Stanisław Lem Dokonalá prázdnota (1983); Kyberiáda (1983); Pánův hlas (spolu s Pavlem Weigelem 1981); Vzpomínky Ijona Tichého (1964); Hvězdné deníky 2 (spolu s Helenou Stachovu 2000)
- Norman Lewis Odborník ze Sicílie (1981)
- Malcolm Lowry Pod sopkou (verše přeložil Jan Zábrana 1980)
- Ross Macdonald Bíle pruhovaný pohřební vůz (1971)
- Ed McBain : Deset a jeden (1972)
- Mario Puzo Temná aréna (1980); Blázni umírají (1989)
- Ellery Queen Čtvrtá strana trojúhelníku (1983)
- Paul Simon Simon & Garfunkel (1969)
- Patrick Quentin Muž v osidlech (1973)
- William O. Steele Stará cesta divočinou (1973)
- John Steinbeck Osamělost (1956)
- Rex Stout Právo na smrt (1967); U dveří zazněl zvonek (1969); Příliš mnoho kuchařů (1973); Zlatí pavouci (1973); Hořké pochoutky (1973); Němý řečník (1977);
- Percy Stulz Atom v plném světle (1977)
- Arthur Upfield Zánik jezera (1965); Vdovy z Broome (1977); Zlověstné kameny (1977); Bony kupuje ženu (1977)
- Peter de Vries Kolibřík (1978)
- Edgar Wallace Zloděj mramoru (1997)
- Evelyn Waugh Drazí zesnulí (1973); Křehké nádoby (1973)
- Robert Young Líbezné zářijové dny (1987)